# 金茂集團
中國金茂（集團）有限公司（簡稱：金茂集團）是中国金茂控股集团有限公司旗下公司，主要從事房地產開發及酒店營運。金茂集團現擁有金茂大廈的業權。
金茂集團是在1995年成立。2008年，方興地產與中化集團及中化香港訂立收購協議，向中化香港收購其持有金茂集團54.8709%股權。其後，方興地產再向中糧集團、中國土產畜產進出口總公司、中國五礦香港控股三聯國際輕工有限公司、中紡香港控股有限公司、珍瑞控股有限公司和藝福（中國）有限公司收購金茂集團餘下的股權，交易總作價為110億元人民幣。

## 項目
- 金茂大厦
- 金茂君悦大酒店
- 金茂北京威斯汀大饭店
- 金茂深圳JW万豪酒店
- 金茂三亚希尔顿大酒店
- 金茂三亚丽思卡尔顿酒店

## 外部連結
- 金茂集團公司網站 （页面存档备份，存于）